# Stereodon filiformis
Stereodon filiformis là một loài Rêu trong họ Hypnaceae. Loài này được (Brid.) Lindb. mô tả khoa học đầu tiên năm 1903.